# Seppo Pyykkö
Seppo Pyykkö (* 24. Dezember 1955 in Oulu) ist ein ehemaliger finnischer Fußballspieler und -trainer.
Er spielte für den finnischen Klub Oulun Palloseura und wurde mit 1979 und 1980 finnischer Meister. Zur Spielzeit 1980/81 wechselte Pyykkö in die erste Bundesliga zu Bayer Uerdingen, wo er zu drei Einwechslungen, aber keinen Toren kam. 1981 stieg Uerdingen ab und Pyykkö ging nach einer Saison in der zweiten Bundesliga zurück nach Finnland. Er spielte erneut für Oulun Palloseura und ab 1985 für den TUL-Klub Oulun Työväen Palloilijat. Zwischen 1976 und 1981 absolvierte er 30 Länderspiele für Finnland, in denen ihm gegen Ungarn im Herbst 1978 ein Tor gelang.
1979 war Pyykkö in Finnland Fußballer des Jahres.
2009 wurde er das sechste Mitglied der Hall of Fame des AC Oulu.